# Palais Buquoy
Le palais Bucquoy est un palais baroque tardif, situé à Prague dans le quartier de Malá Strana, sur la place Velkopřevorské, en face du mur de John Lennon.
Depuis 1919, c'est le siège de l'ambassade de France en République tchèque.

## Historique
Le palais d'origine a été dessiné par Jean-Baptiste Mathey et construit en 1667 pour le comte Jean-Frédéric de Wallenstein (de), archevêque de Prague. 
Il est remanié et agrandi en 1719 par František Maximilian Kaňka pour la comtesse Marie-Josèphe de Thun. 
En 1732, il est vendu à la princesse Fürstenberg (née Wallenstein), qui le revend trois ans plus tard à la comtesse Hzan de Harras. 
C'est cette dernière qui entreprend de grandes modifications jusqu'en 1738 et lui confère son aspect actuel.
Le palais est vendu en 1748 à la famille de Longueval-Bucquoy.
Charles-Bonaventure de Longueval, comte de Bucquoy, était maréchal de l'armée de l'empereur Ferdinand II. 
Avec la Ligue catholique, il permit la victoire de la célèbre et décisive bataille de la Montagne Blanche du 8 novembre 1620 contre les armées de Bohême.
Le palais a été loué dès 1919 puis acheté en 1930 par l’État français à son descendant, Charles-Georges de Longueval-Bucquoy..
Les salons avaient été remaniés vers 1860 dans le style néo-baroque. 
Quant au mobilier, il est l'héritage de la famille Bucquoy, enrichi par le Mobilier national français.

## Anecdotes
- Mozart et Maurice Ravel ont joué dans le salon de musique.
- Le président François Mitterrand a reçu Václav Havel et sept autres dissidents tchécoslovaques le 9 décembre 1988 lors d'un petit déjeuner donné dans la grande salle à manger.
- Une scène du film Amadeus, de Miloš Forman, a été tournée dans le salon Charles X.

## Photos

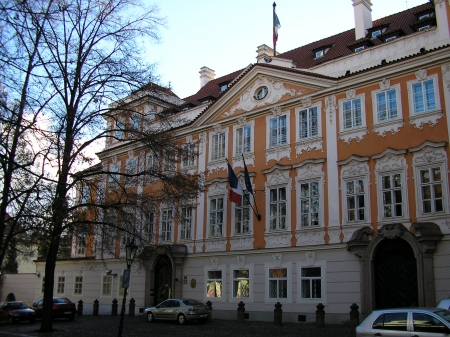
Palais Bucquoy, ambassade de France à Prague
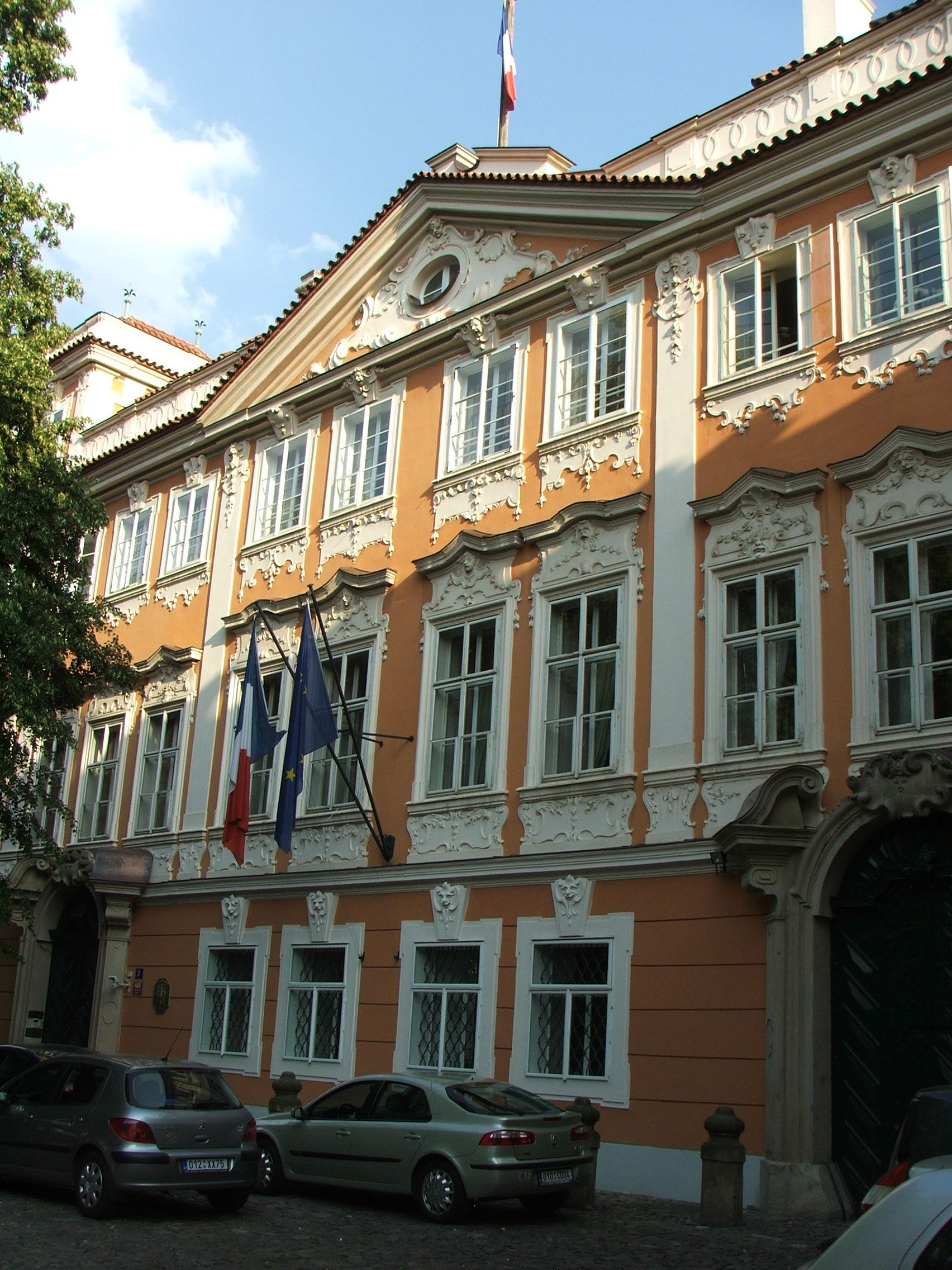
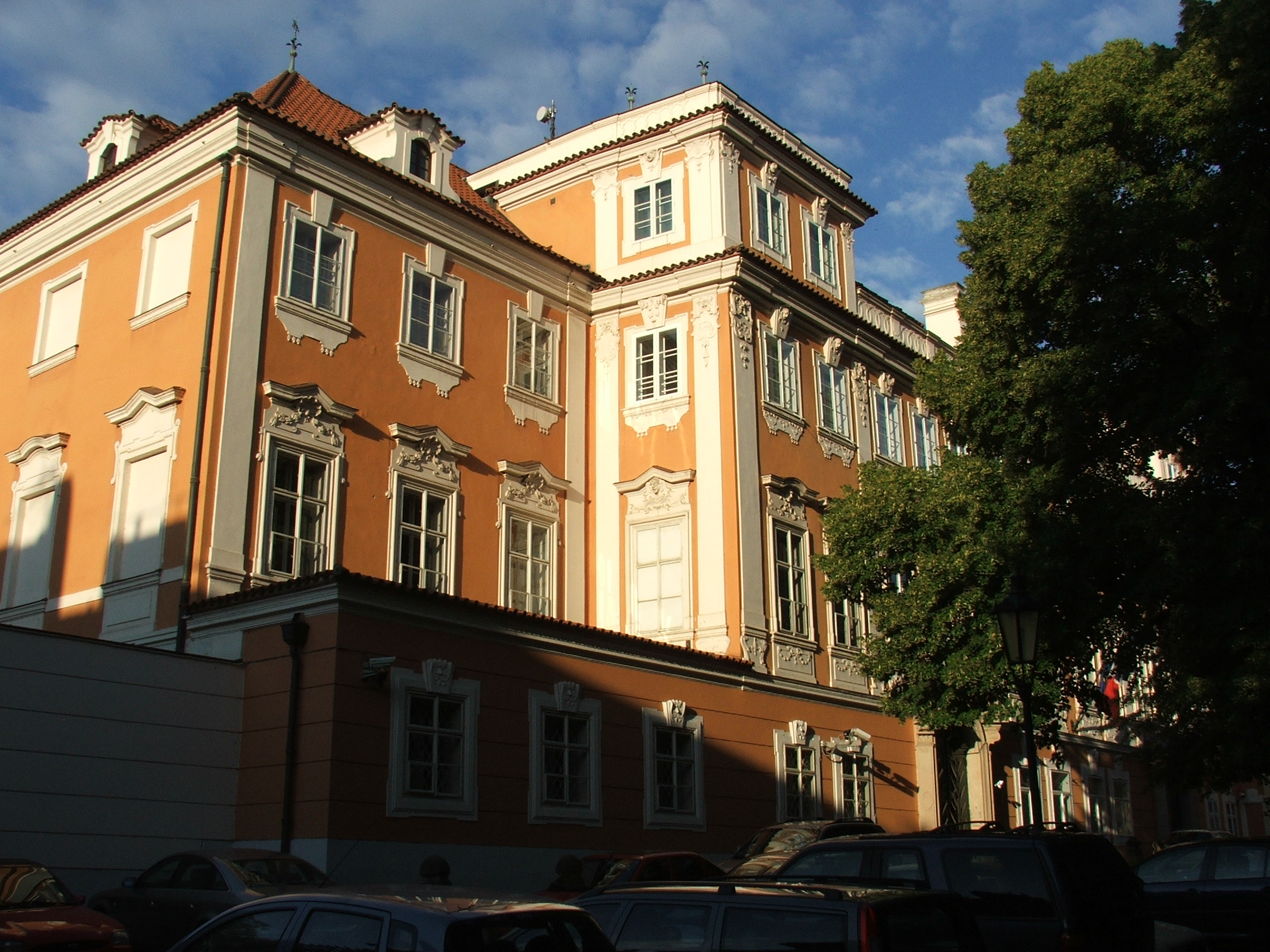
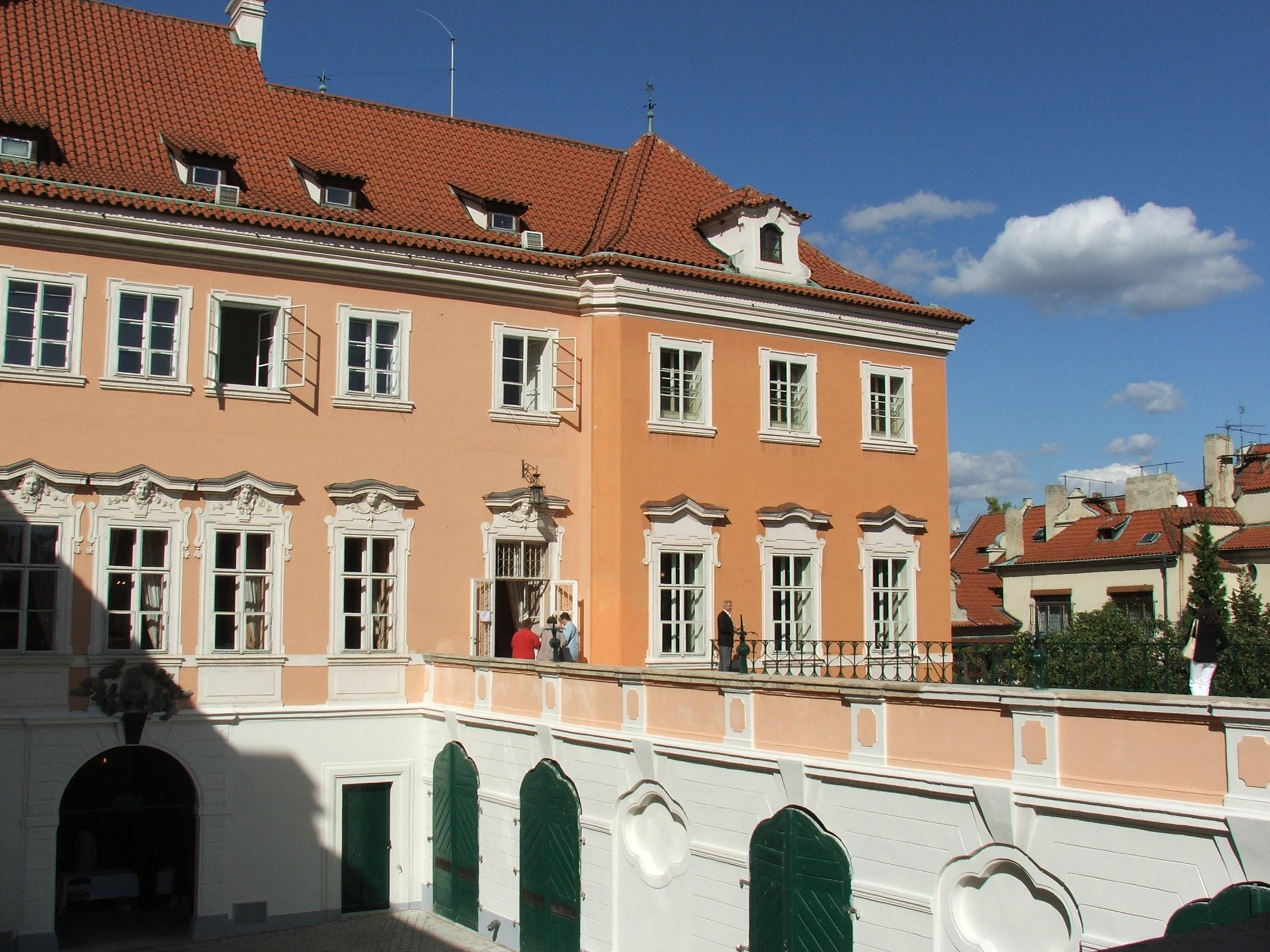
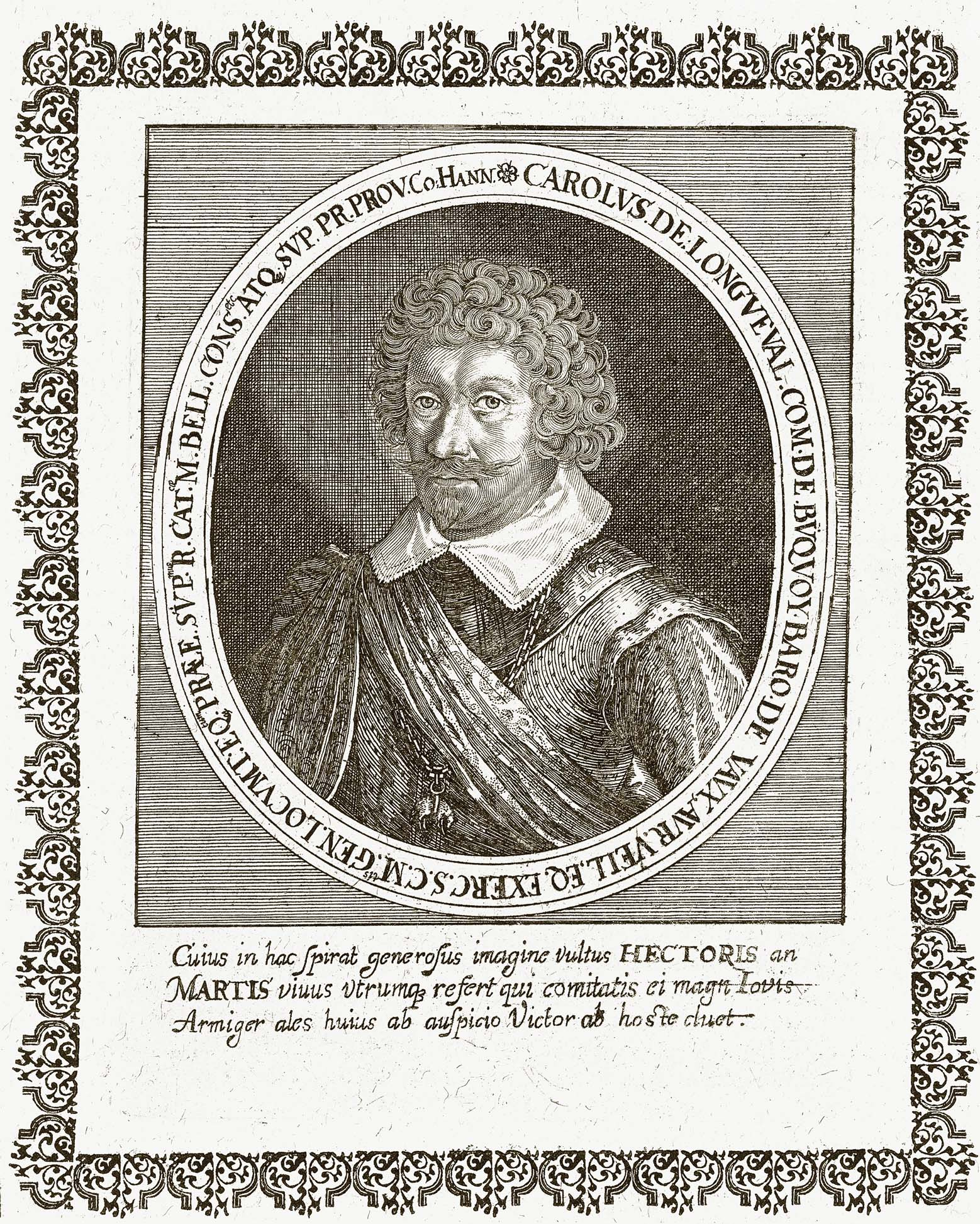
Charles-Bonaventure de Longueval, comte de Bucquoy

## Lien
- http://www.france.cz/spip.php?article15